# 博森多夫
博森多夫（法語：Bossendorf，法語發音：[bɔsəndɔrf] ⓘ）是法国下莱茵省的一个市镇，属于萨韦尔讷区。

## 地理
博森多夫（48°46'51"N, 7°33'32"E）面积3.98 平方千米，位于法国大東部大區下莱茵省，该省份为法国大陆部分最东部的省份，是阿尔萨斯的一部分，今与上莱茵省组成了阿尔萨斯欧洲集体，其南至上莱茵省，西南接孚日省和默尔特-摩泽尔省，西接摩泽尔省，北与德国接壤。
与博森多夫接壤的市镇（或旧市镇、城区）包括：阿尔泰肯多夫、利克绍森、什温德拉蔡姆、维凯尔桑维尔索桑、奥克费尔登。
博森多夫的时区为UTC+01:00、UTC+02:00（夏令时）。

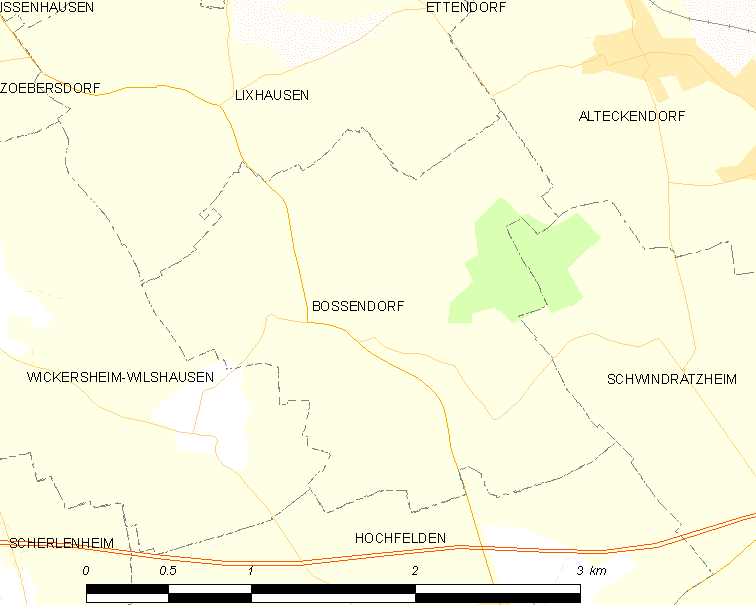
博森多夫的OSM定位图

## 行政
博森多夫的邮政编码为67270，INSEE市镇编码为67058。

## 政治
博森多夫所属的省级选区为布克斯维莱尔县。

## 人口

1962-2008年间博森多夫人口变化图示

博森多夫于2022年1月1日时的人口数量为383人。